# Kaufhalle

Logo und Schriftzug der HO-Kaufhallen

Als Kaufhalle wurden in der DDR größere, räumlich nicht unterteilte eingeschossige Selbstbedienungsläden bezeichnet, in denen überwiegend Lebensmittel und sogenannte Waren des täglichen Bedarfs (WtB) wie Drogerieartikel und Reinigungsmittel angeboten wurden. In Westdeutschland hießen ähnliche Einzelhandelsgeschäfte zumeist Supermarkt; es gab allerdings eine verbreitete Kette namens Kaufhalle, deren Geschäfte jedoch keine Supermärkte, sondern kleine Kaufhäuser waren. Der Begriff hat sich in der Umgangssprache der Länder der ehemaligen DDR als allgemeinsprachliche Bezeichnung für ein größeres Lebensmittelgeschäft ohne Unterscheidung zwischen Discounter und Supermarkt gehalten.

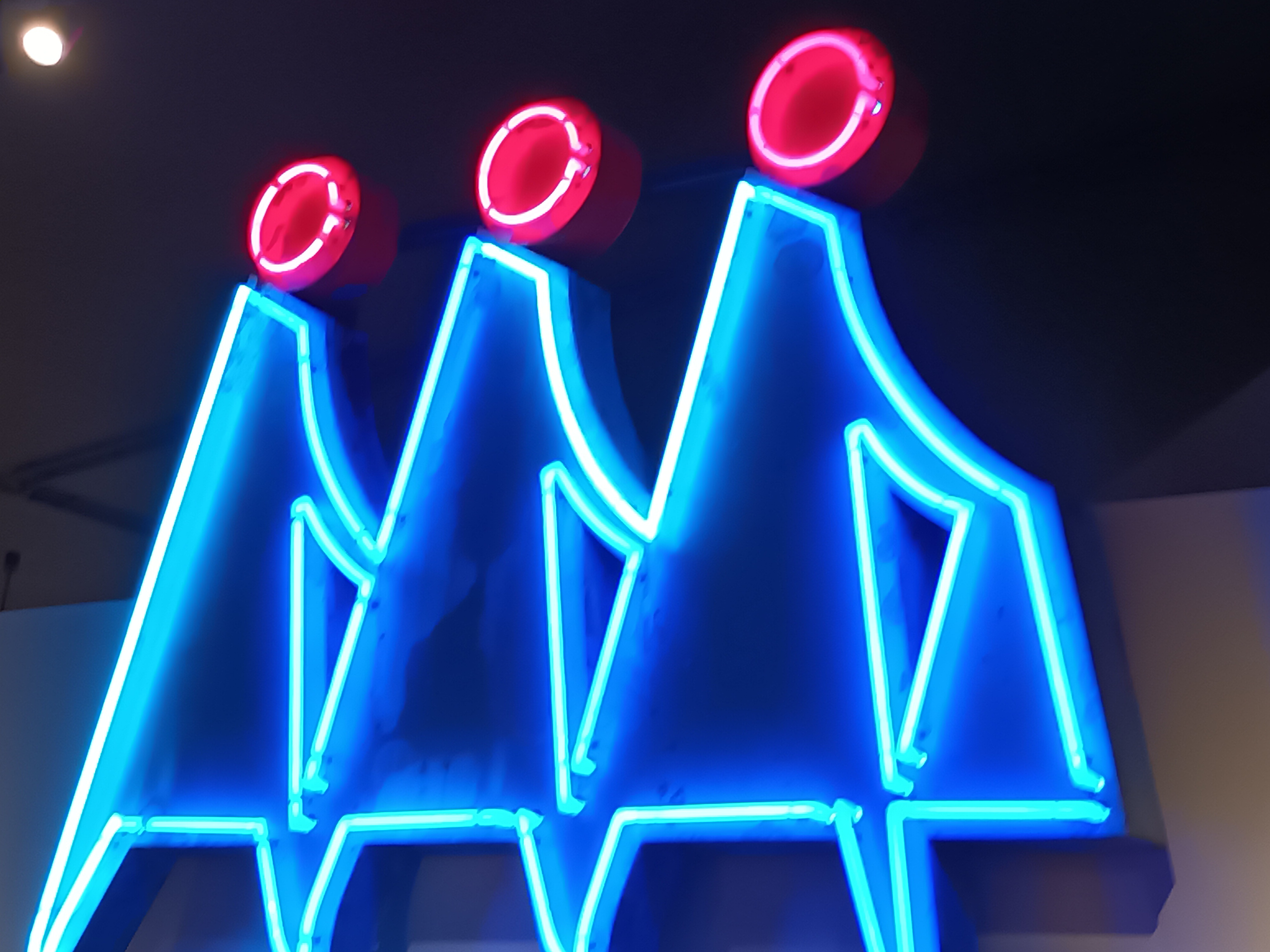

## Geschichte
Kaufhallen gab es überwiegend in Städten, sie wurden von der staatlichen Handelsorganisation, kurz HO (als Volkseigentum), oder der Konsumgenossenschaft (als genossenschaftliches Eigentum) betrieben. Wer auf dem Lande wohnte, ging zum Einkaufen zumeist in den Dorfkonsum. Die Konsumläden führten ein den Kaufhallen ähnliches, jedoch kleineres Sortiment und wurden von der Konsumgenossenschaft (ebenso als genossenschaftliches Eigentum) betrieben. Da es für alle Waren einheitliche feste Verkaufspreise gab, spielte sich zwischen verschiedenen Läden keine Preiskonkurrenz ab. Das Sortiment konnte allerdings je nach Engagement des Verkaufsstellenleiters unterschiedlich sein.

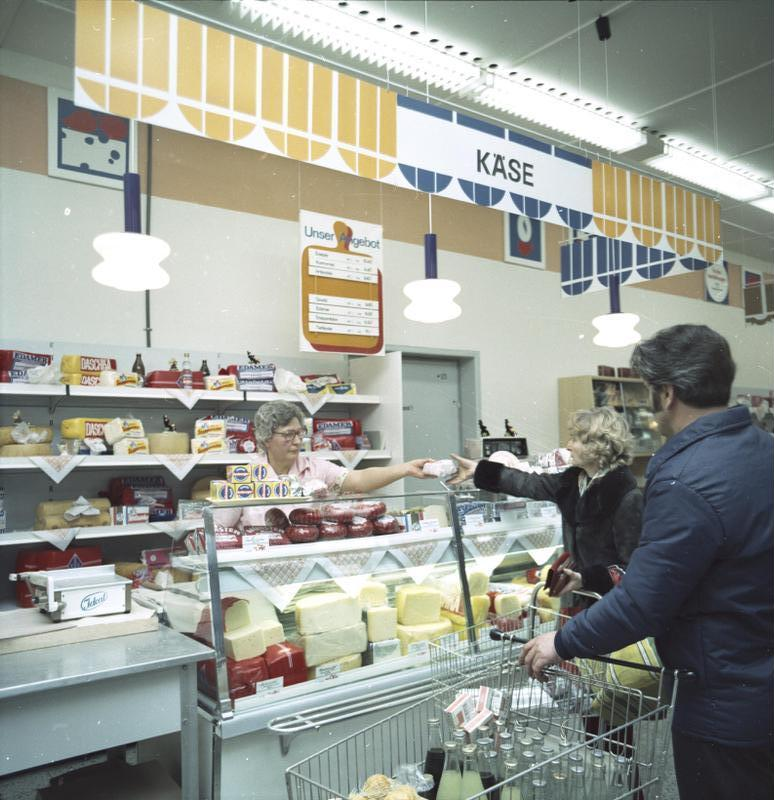
Käsetheke der Kaufhalle Pappelallee (offizielles Pressefoto), Berlin 1976
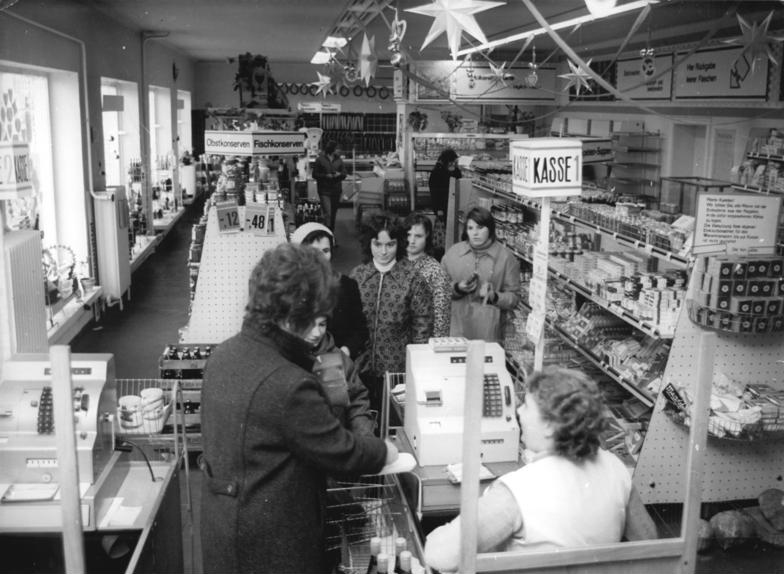
Kaufhalle in Krien, Kreis Anklam, in den 1970er Jahren
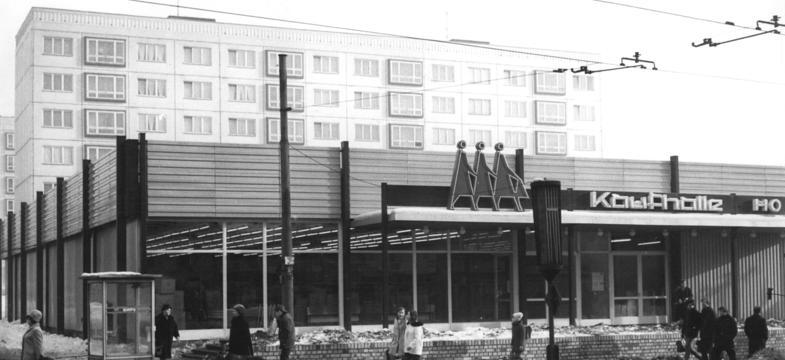
HO-Kaufhalle in Leipzig, 1970
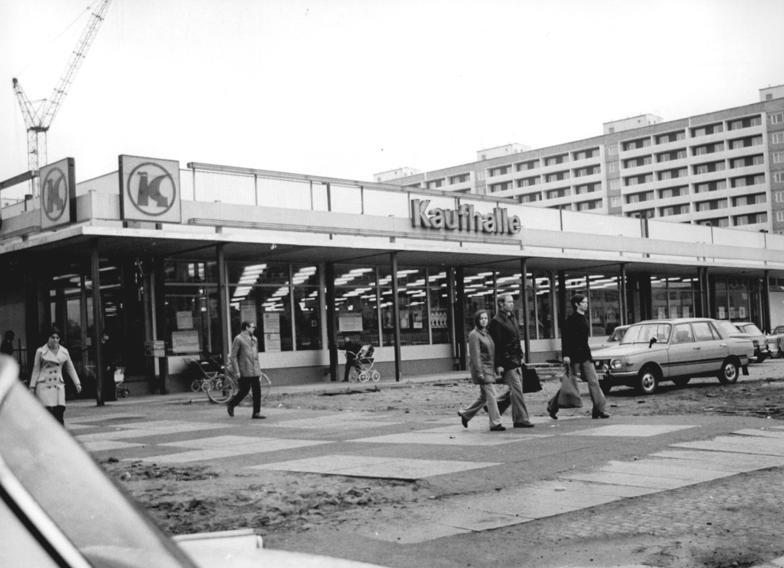
Konsum-Kaufhalle in Dresden, 1974